# Karachiota scottia
Karachiota scottia är en insektsart som beskrevs av Chiang, Hsu och Knight 1990. Karachiota scottia ingår i släktet Karachiota och familjen dvärgstritar.
Artens utbredningsområde är Taiwan. Inga underarter finns listade i Catalogue of Life.